# A Bird in the House
A Bird in the House est un recueil de nouvelles écrites par l'écrivain canadien Margaret Laurence.
L'une d'entre elles, intitulée The Loons, aborde le sujet de la mixité des Indiens et des hommes blancs.